# Apodytes dimidiata
Apodytes dimidiata là một loài cây bụi thuộc chi Sài long có hoa thơm màu trắng và quả mọng nhỏ màu đỏ sẫm. Cây thường là cao khoảng 5 m (nhưng cao tới 20 m khi trồng trong rừng sâu), và nó là loài bản địa Nam Phi. Loài này cũng mọc ở châu Phi, Madagascar và các đảo trong Ấn Độ Dương, qua Nam Á, Đông Nam Á tới New Caledonia và đông bắc Australia (Queensland). Loài này cũng có tại Việt Nam với các tên gọi như sài long, dan, dân, giung, niều, niểu.